# Dimitrie Cantemir
Dimitrie Cantemir (1673-1723), també conegut per altres grafies, fou un soldat de Moldàvia, estadista i home de lletres. Va ser voivoda de Moldàvia dues vegades (març-abril de 1693 i 1710-1711). Durant el seu segon mandat, va aliar el seu estat amb Rússia en la seva guerra contra els senyors otomans de Moldàvia; La derrota de Rússia va obligar a la família Cantemir a l'exili i la substitució dels voivodes nadius pels fanariotes grecs. Cantemir va ser també un escriptor prolífic, de diverses maneres: filòsof, historiador, compositor, musicòleg, lingüista, etnògraf i geògraf. El seu fill Antiokh Kantemir, va ser ambaixador de Rússia a la Gran Bretanya i França, i un amic de Montesquieu i Voltaire, arribaria a ser conegut com el "pare de la poesia russa".